# Jean Albert d'Archambaud
Pour les articles homonymes, voir Archambaud et Bucquoy (homonymie).
Jean Albert d'Archambaud, comte de Bucquoy, dit l'Abbé Bucquoy, né en Champagne vers 1650 et mort le 14 novembre 1740, peut-être à Hanovre.

## Biographie
Il fut successivement militaire, religieux trappiste, maître d'école à Rouen, fondateur d'ordre à Paris, et se fit enfermer à la Bastille pour avoir prêché contre le despotisme. Il s'échappa de prison et se retira à Hanovre, où il publia Histoire de mon évasion en 1719.
Gérard de Nerval a écrit son histoire dans Les Faux Saulniers (1850) (une version remaniée de ce texte fut nommée Angélique, et intégrée dans le recueil de nouvelles Les Filles du feu), puis Les Illuminés (1852).

## Œuvres
- L'Antimachiavelisme ou Reflexions metaphisiques sur l'authorité en général et sur le pouvoir arbitraire en particulier, 1717 lire en ligne sur Gallica
- Événement des plus rares, ou L'histoire du Sr abbé Cte de Buquoy : singulièrement son évasion du Fort-l'Évêque et de la Bastille, l'allemand à côté, revue et augmentée, 1719 lire en ligne sur Gallica
- De la vraie et de la fausse religion, 1732
- Méditations sur la mort et la gloire, 1736

## Pour approfondir